# Айвз, Клэй
Джеймс «Клэй» Айвз (англ. James «Clay» Ives, 5 сентября 1972, Банкрофт, Онтарио) — канадский и американский саночник, выступавший на высоком международном уровне с 1989 года по 2002-й. Участник трёх зимних Олимпийских игр, причём на первых двух представлял Канаду, а на третьих — США. Бронзовый призёр Солт-Лейк-Сити, обладатель двух серебряных наград чемпионата Северной Америки, многократный призёр национального первенства.

## Биография
Клэй Айвз родился 5 сентября 1972 года в городе Банкрофт, провинция Онтарио, был четвёртым ребёнком в семье. Отец не хотел, чтобы все четверо стали хоккеистами, поэтому построил рядом с домом небольшую трассу для саней протяжённостью 900 м, и Клэй тренировался там буквально с самого детства. В возрасте семнадцати лет он уже прошёл отбор в национальную сборную и стал принимать участие в крупнейших международных стартах, показывая довольно неплохие результаты. Благодаря череде удачных выступлений удостоился права защищать честь страны на зимних Олимпийских играх 1994 года в Лиллехаммере, где занял двадцатое место в программе одноместных саней и финишировал восьмым в паре с Бобом Гаспером, разделив эту позицию с украинскими саночниками.
В 1998 году Айвз ездил соревноваться на Олимпиаду в Нагано, без проблем прошёл квалификацию и планировал побороться здесь за медали, однако в итоге занял среди одиночек лишь пятнадцатое место. Вскоре после этих стартов просил у Канадской федерации санного спорта прибавку к зарплате и, получив отказ, принял американское гражданство и присоединился к сборной США. В 1999 году завоевал серебряную медаль на чемпионате Северной Америки, два года спустя повторил это достижение. На чемпионате мира 2001 года в Калгари был девятым среди одиночек и шестым в командных состязаниях, а после окончания всех кубковых этапов расположился в мировом рейтинге сильнейших саночников на девятой строке.
Закрепившись в основном составе сборной, принял участие в заездах Олимпийских игр 2002 года в Солт-Лейк-Сити, где на двухместном экипаже вместе с Крисом Торпом сумел добраться до третьей позиции зачёта и получил, соответственно, бронзовую награду. Поскольку конкуренция в команде на тот момент резко возросла, вскоре Клэй Айвз принял решение завершить карьеру профессионального спортсмена, уступив место молодым американским саночникам. Сейчас его детская горка в Банкрофте является достопримечательностью города и часто посещается туристами.